# Lyonel Feininger
Lyonel Feininger (New York, 1871. július 17. – New York, 1956. január 17.) amerikai festő.

## Élete
1887-ben Hamburgba került, ahol az Iparművészeti Iskolában folytatott tanulmányokat. A következő évben a berlini Akademie der Künste növendéke, emellett kiadóknak és folyóiratoknak rajzolt. 1892-ben tanulmányutat tett Párizsba. 1894-ben fejezte be tanulmányait a berlini akadémián. 1896-tól rendszeresen jelentek meg karikatúrái  az Ulkban és a Narrenschiffben. 1906-ban készültek az első litográfiái és rézkarcai, ugyanebben az évben comic stripeket (újságokban megjelenő képregény) készített  a chicagói Sunday Tribune-nek. 1907–1908-ban Párizsban és Londonban élt. 
1913-ban öt képe szerepelt az Első német őszi szalonon. 1917-ben rendezte első kiállítását a berlini Der Sturm Galériában. 1919 májusától 1925 áprilisáig a Bauhaus mestere, 1920 végétől a sokszorosító grafikai nyomdát vezette. Miután a Bauhaus Dessauba költözött, 1925-től 1932-ig saját kívánságára tanításra nem kötelezett mester volt. 1924–1935 között a nyarakat rendszeresen a Keleti-tenger melletti Deepben (Pomeránia) töltötte. 1931-ben, 60. születésnapján a berlini National Galerie-ben jubileumi kiállítása nyílt. 
1933-ban Dessauból Berlinbe költözött, ott élt 1936-ig. 1937-ben áttelepült New Yorkba. 1944-ben kiállítása nyílt a New York-i Museum of Modern Art-ban. 1947-ben a „Federation of American Painters and Sculptors” elnökévé választották. 
Már a húszas években az egyik legjelentősebb expresszionista festőnek tartották, a Bauhausra viszont csak kevéssé hatott, mert – Klee-vel vagy Kandinszkijjal ellentétben – nem oktatott rendszeresen, és nem is alakított ki szisztematikus felépítésű tantárgyakat.